# 61195 Martinoli
61195 Martinoli è un asteroide della fascia principale. Scoperto nel 2000, presenta un'orbita caratterizzata da un semiasse maggiore pari a 2,3903585 au e da un'eccentricità di 0,2139434, inclinata di 3,98666° rispetto all'eclittica.
L'asteroide è dedicato al professor Piero Martinoli, docente di fisica all'Università di Neuchâtel.